# Huis te Ramp
Het Huis te Ramp of Huis Rampenbosch was een kasteel in de Nederlandse plaats Bergen, provincie Noord-Holland. Van het kasteel zijn geen zichtbare restanten bewaard gebleven.

## Geschiedenis
Tussen 1480 en 1507 ontstond op deze plek een ommuurd huis met een toren. Rond 1623 liet Engbert Ramp hier een nieuw kasteel bouwen, met behoud van de toren: het Huis te Ramp. Omdat de familie Ramp katholiek was gebleven, werd er in het nieuwe kasteel ook een privékapel gebouwd.
Engbert had tevens in Alkmaar een huis laten bouwen en was door deze hoge uitgaven in de schulden gekomen. Dit dwong hem om in 1642 een deel van het Huis te Ramp te verhuren aan Anthonis Studler van Zurck (†1666), heer van Bergen.
In 1647 overleed Engbert en liet het kasteel na aan zijn broer Andries, die echter in Haarlem bleef wonen. Andries stierf in 1675, waarna zijn zoon Frederik zich op het kasteel vestigde. Omdat ook Frederik financiële problemen had raakte het gebouw verwaarloosd. Na diens overlijden in 1713 bleef zijn broer Dirk op het kasteel wonen. In 1720 erfde Dirks zoon Gijsbert het kasteel en hij zou er tot aan zijn dood in 1738 verblijven.

### Afbraak
Met het overlijden van Gijsbert Ramp waren er geen mannelijke erfgenamen meer en erfde de familie Heereman van Zuydtwijck het Huis te Ramp. Deze familie verkocht het echter direct weer door aan Willem Lodewijk van Nassau, de toenmalige heer van Bergen. Hij woonde zelf in het landhuis Hof te Bergen en verhuurde het Huis te Ramp. In de winter van 1774 stortte echter een deel van het kasteel in en een jaar later werd het volledig afgebroken.
In 1989 vond een opgraving plaats waarbij de fundamenten van het kasteel zijn teruggevonden.

## Beschrijving
Het omgrachte kasteel bestond uit een vierkante toren uit begin 16e eeuw en de in renaissancestijl gebouwde vleugels uit 1623. Bij het kasteel lag een classicistische tuin.
Uit de boedelbeschrijving van 1713 blijkt dat het kasteel over twintig ruimtes beschikte. Op de begane grond was het groot salet, de grootste kamer van het huis. In de diverse kamers waren bedden geplaatst, waaronder een duur bed in het groot salet: waarschijnlijk was dit meer een pronkstuk dan een bed om in te slapen.

## Afbeeldingen

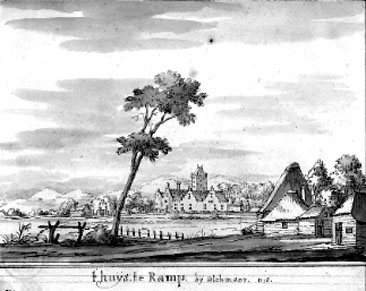
Tekening door Jacobus Stellingwerff, eind 17e eeuw
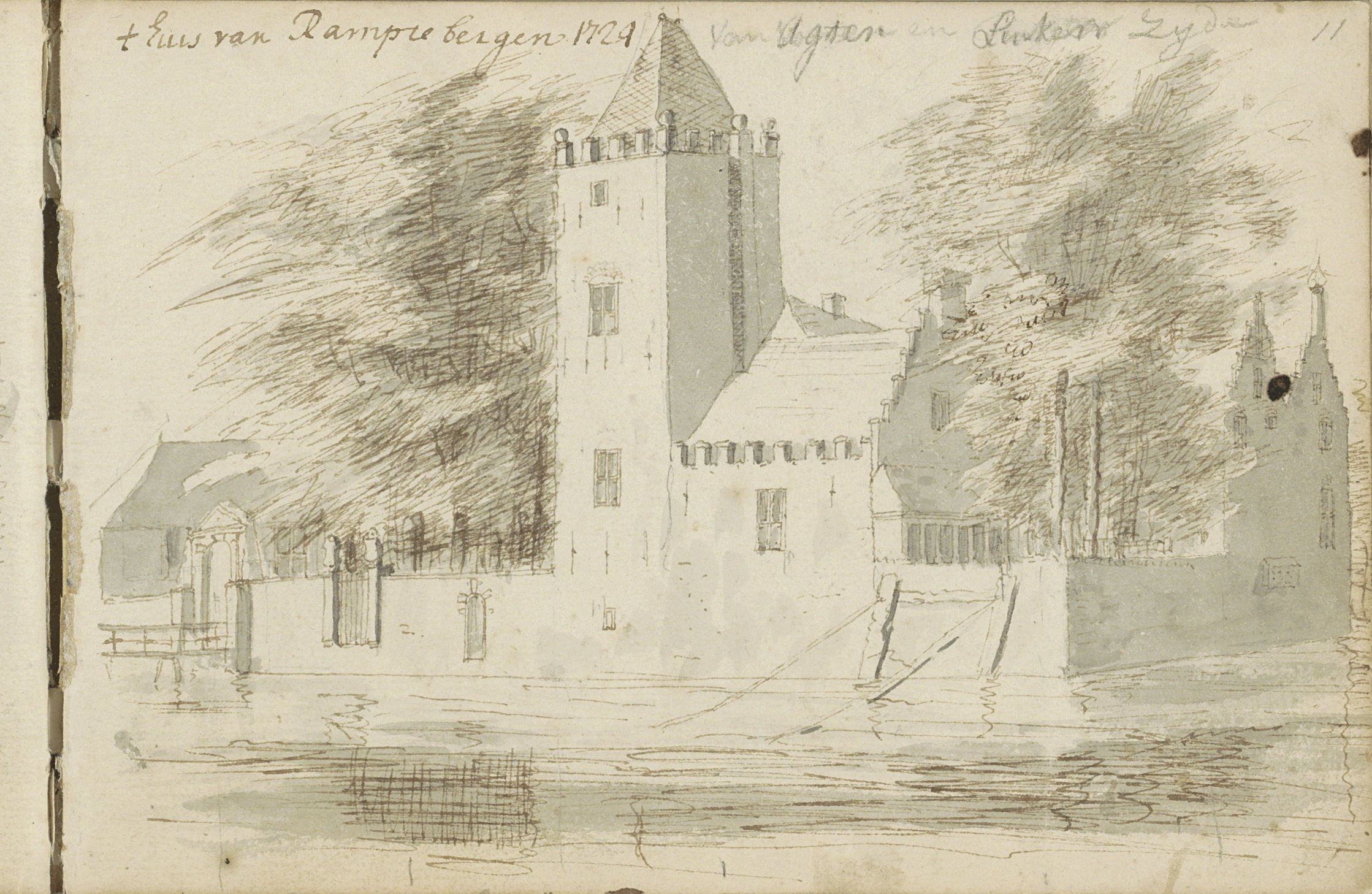
Tekening door Abraham Meyling, 1724
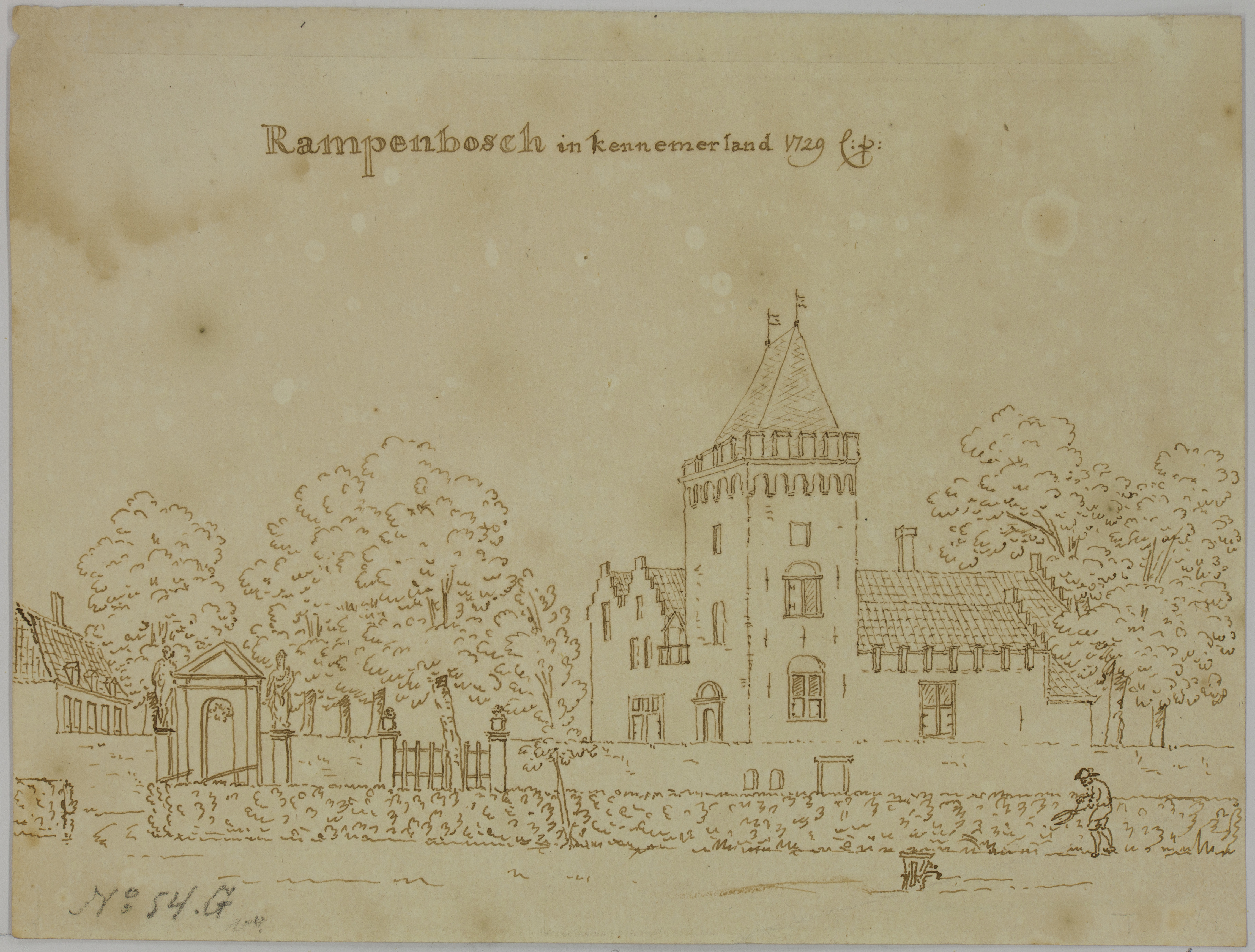
Rampenbosch in 1729, getekend door Cornelis Pronk

Adrichem · Aelbrechtsberg · Akersloot · Amstel · Amsterdam · Assendelft · Assumburg · Banjaert · Beeckestijn · Berkenrode · Boekel · Bollenhofstede · Ten Bosch · Brederode · Caprera · Ter Coulster · Cranenbroek · Dampegeest · Eenigenburch · Egmond · Heemstede · Hilversum · Ilpenstein · Jan Aernts woninge van Bennebroek · Keggenrode · Ter Kleef · Kostverloren · Kronenburg · Marquette · Merestein · Middelburg · Muiderslot · Nederhorst · Nieuwburg · Nuwendoorn · Oud Haerlem · De Park · Poelenburg · Purmersteijn · Radboud · Huis te Ramp · Reewijk/Rietwijk · Rolland · Ruysdael · Schagen · Huis te Schoten · Sparenwoude · Te Spijk · Swanenburch · Sypesteyn · Tetrode · Teylingerbosch · Torenburg · Velsen · De Vlotter · Vogelenzang · Ter Wijc · Wijdenes · Ypestein · Te Zaanen